# Sektorowy Program Operacyjny Restrukturyzacja i modernizacja sektora żywnościowego i rozwój obszarów wiejskich 2004–2006
Sektorowy program operacyjny Restrukturyzacja i Modernizacja Sektora Żywnościowego i Rozwój Obszarów Wiejskich
Program rozwoju sektora żywnościowego obszarów wiejskich określający strategie oraz kierunki działania w zakresie rozwoju rolnictwa i obszarów wiejskich na lata 2004–2006.
Program był wdrażany na terenie całego kraju. Źródłem finansowania były środki publiczne: budżet państwa, budżety samorządów regionalnych i lokalnych oraz Europejski Fundusz Orientacji i Gwarancji w Rolnictwie - sekcja orientacji (EAGGF). Program został przygotowany przez Ministerstwo Rolnictwa i Rozwoju Wsi.

## Cele projektu
Sektorowy Program Operacyjny wspierał działania związane z:
- poprawą konkurencyjności i równoważeniem rozwoju sektora rolnego,
- wsparciem sektora przetwórczego,
- wsparciem rozwoju obszarów wiejskich w innych dziedzinach.